# Nyssanthes
Nyssanthes es un género de  fanerógamas con tres especies pertenecientes a la familia Amaranthaceae.

## Taxonomía
El género fue descrito por Robert Brown y publicado en Prodromus Florae Novae Hollandiae 418. 1810. La especie tipo no ha sido designada.

## Especies aceptadas
A continuación se brinda un listado de las especies del género Nyssanthes aceptadas hasta octubre de 2011, ordenadas alfabéticamente. Para cada una se indica el nombre binomial seguido del autor, abreviado según las convenciones y usos.
- Nyssanthes diffusa R.Br.
- Nyssanthes erecta R.Br.
- Nyssanthes media R.Br.